# سعدي المنلا
سعدي المنلا ، سياسي لبناني. اختير رئيسا للوزراء في لبنان لفترة قصيرة، كما أنه كان وزيرا قبل ذلك، وأيضا هو عضواً بالبرلمان اللبناني.

## حياته السياسية

### رئاسته للوزراء
- من 22 مايو 1946 إلى 14 ديسمبر 1946 في عهد الرئيس بشارة الخوري. كُلّف الرئيس سعدي المنلا بتأليف الحكومة بموجب المرسوم رقم 6036 تاريخ 22 أيار سنة 1946.[4]

### الوزارات التي تولاها
- وزيرا للعدلية من 22 اغسطس 1945 إلى 11 أبريل 1946 في حكومة سامي الصلح في عهد بشارة الخوري.
- وزيرا للداخلية من 11 أبريل 1946 إلى 22 مايو 1946 في حكومة سامي الصلح في عهد بشارة الخوري.
- وزيرا للاقتصاد الوطني من 22 مايو 1946 إلى 14 ديسمبر 1946 في حكومته في عهد بشارة الخوري.

### نائبا بالبرلمان
- عن لبنان الشمالي في الدور التشريعي الخامس من 1943 إلى 1947.
- عن طرابلس في الدور التشريعي السابع من 1951 إلى 1953.